# 小寺駿吉
小寺 駿吉（こでら しゅんきち、1901年（明治34年）6月23日 - 1975年（昭和50年）2月4日）は、日本の造園家・農学者。造園学分野で東京大学、千葉大学等で教鞭をとり、学究の途を一貫して歩む。

## 人物
北海道小樽市に岐阜県士族の父、小寺芳次郎、母ただの五男として生まれる。二男は小寺健吉(画家)、三男は小寺廉吉(桃山学院大学教授等)、四男は小寺融吉(日本舞踊研究家)、七男は俳優の中村伸郎。
九州帝国大学に進学、永見健一に師事。1927年、農学部林学科卒業後、東京帝国大学大学院に進学、本多静六に師事し更に田村剛の指導をうける。この間1929年から東京大学農学部講師もつとめ造園学を担当。1932年に大学院農学修了、この年東京高等造園学校教授となる。
1935年には東京高等農林学校（東京農工大学農学部の前身）講師、1946年より、1950年新制千葉大学に包括された旧制千葉農業専門学校に移籍し、1967年定年退官まで同大学で風景諭と公園史を担当。その間母校九州大学農学部、東京農工大学農学部、三重大学農学部講師をつとめる。千葉大学退官後は日本大学、武蔵野美術大学で造園学を講じた。
教職に専念しているが、厚生省、農林省、各地方公共団体、民間公益法人の委嘱をうけて多くの審議会委員、ほか観光計画や設計調査なども手がけた。造園関連の諸雑誌や各大学の学術報告に多くの論文を発表している。都市及びその近郊農村の風景問題、文化財保護や風致地区、社寺林に関する事項が多い。趣味もゆたかで、歴史、民俗に興味をもち短歌をたしなんだ。
1975年、蔵書が遺族から千葉大学に寄贈され、小寺文庫となっている。

## 註
1. ↑  石井
2. ↑  千葉大学附属図書館文庫 2008年9月25日アクセス